# Большаков, Дмитрий Алексеевич
Дмитрий Алексеевич Большаков — советский хозяйственный, государственный и политический деятель.

## Биография
Родился в деревне Шемякино в 1904 году. Член ВКП(б) с 1920 года.
С 1920 года — на хозяйственной, общественной и политической работе. В 1920—1944 гг. — заведующий организационным отделом Клинского уездного комитета РКСМ, заведующий учраспределением Клинского уездного комитета РКП(б), секретарь волисполкома в селе Завидово Клинского уезда, заместитель директора образцово-показательной школы Наркомпроса, студент сельскохозяйственной академии им. Тимирязева, директор Московской областной высшей колхозной школы руководящих работников в г. Верее, заместитель директора учебно-производственного комбината Московского областного земельного управления, старший агроном машинно-тракторной станции, районный агроном Ленинского районного земельного отдела, заведующий Ленинского районного земельного отдела, председатель Исполнительного комитета Ярославского областного Совета, заместитель наркома по заготовкам картофеля и плодоовощей.
Избирался депутатом Верховного Совета РСФСР 1-го созыва.